# 小九站
小九站，位于黑龙江省尚志市小九村，是滨绥铁路沿线车站。距哈尔滨站122公里，绥芬河站426公里。建于1899年。现隶属哈尔滨铁路局管辖，为四等站。
1. ↑  Мелихов Г.В.  (PDF). Русский путь. 2003  [2022-06-24]. （原始内容存档 (PDF)于2022-04-03）.